# Ла-Фер (кантон)
Ла-Фер (фр. La Fère) — упраздненный кантон во Франции, регион Пикардия. Департамент кантона — Эна. Входил в состав округа Лан. Население кантона на 2010 год составляло 12 451 человек.
Код INSEE кантона — 0214. Всего в кантон Ла-Фер входило 20 коммун, из них главной коммуной являлась Ла-Фер.

## Коммуны кантона
В состав кантона входили коммуны (население по данным Национального института статистики за 2010 г.):
- Ангилькур-ле-Сар — население 292 чел.
- Андлен — население 186 чел.
- Ашери — население 587 чел.
- Бертокур-Эпурдон — население 610 чел.
- Бри — население 59 чел.
- Версиньи — население 467 чел.
- Данизи — население 569 чел.
- Дёйе — население 234 чел.
- Курб — население 34 чел.
- Ла-Фер — население 3 037 чел.
- Майо — население 171 чел.
- Монсо-ле-Лё — население 473 чел.
- Рожекур — население 86 чел.
- Сен-Гобен — население 2 337 чел.
- Сен-Никола-о-Буа — население 111 чел.
- Серве — население 282 чел.
- Травси — население 643 чел.
- Фрессанкур — население 210 чел.
- Фурдрен — население 404 чел.
- Шарм — население 1 659 чел.

## Экономика
Структура занятости населения :
- сельское хозяйство — 4,1 %
- промышленность — 11,1 %
- строительство — 9,5 %
- торговля, транспорт и сфера услуг — 24,4 %
- государственные и муниципальные службы — 50,9 %

## Политика
На президентских выборах 2012 г. жители кантона отдали в 1-м туре 28,7 % голосов Франсуа Олланду против 26,6 % у Марин Ле Пен и 22,2 % у Николя Саркози, во 2-м туре в кантоне победил Олланд, получивший 55,7 % (2007 г. 1 тур: Саркози — 28,0 %, Сеголен Руаяль — 24,3 %; 2 тур: Саркози — 50,9 %). На выборах в Национальное собрание в 2012 г. по 1-му избирательному округу департамента Эна они поддержали альтернативного левого кандидата, действующего депутата Рене Дозьера, получившего 34,3 % голосов в 1-м туре и 51,4 % голосов — во 2-м туре (из трех кандидатов).
|  | Кандидат        | Партия                           | % голосов |
|  | --------------- | -------------------------------- | --------- |
|  | Фредерик Матьё  | Демократическая левая инициатива | 63,62     |
|  | Раймон Денёвиль | Прочие правые                    | 36,38     |